# リンカーンvsゾンビ
『リンカーンvsゾンビ』（原題：Abraham Lincoln vs. Zombies）は、アメリカ合衆国のホラーアクション映画（オリジナルビデオ）。アサイラム製作。『リンカーン/秘密の書』の模倣映画とされる。
2012年5月29日にジョージア州サバンナのテルフェア美術館・ジェプソン美術センターでプレミア上映された後、DVD/BDがリリースされた。日本では2012年12月5日にニューセレクトからDVDがリリースされた。

## キャスト
- エイブラハム・リンカーン - ビル・オバースト・Jr（幼少時 - ブレネン・ハーパー）
- トーマス・リンカーン - ケント・アイグルハート
- ナンシー・リンカーン - リアーナ・ヴァン・ヘルトン
- メアリー・トッド・リンカーン - デボラ・クリテンドン
- エドウィン・スタントン - バーニー・アスク
- ジョン・マッギル少佐 - クリス・ホロゼク
- ウィルソン・ブラウン - ...  ジェイソン・ヒューリー
- ジャクソン将軍 - ドン・マックグロウ
- メアリー・オーウェンズ - ベイビー・ノーマン
- ソフィア・オーウェンズ - ハンナ・ブライアン
- セオドア・ルーズベルト - シンディ・クィパース
- ジョージ・エインズリー - デヴィッド・ルソー
- エドワード・エヴァレット - デヴィッド・アレクサンダー